# Journal of Symbolic Logic
Le Journal of Symbolic Logic est une revue mathématiques publié trimestriellement par Association for Symbolic Logic. Il a été créé en 1936 et traite la logique mathématique. La revue est indexée par Mathematical Reviews, Zentralblatt MATH, et Scopus. Son MCQ 2009 était de 0.28, et son facteur d'impact de 2009 a été de 0,631.